# Scruparia ambigua
Scruparia ambigua är en mossdjursart som först beskrevs av d'Orbigny 1841.  Scruparia ambigua ingår i släktet Scruparia och familjen Scrupariidae. Arten är reproducerande i Sverige. Inga underarter finns listade i Catalogue of Life.